# クリスチャン6世 (デンマーク王)
クリスチャン6世（Christian VI、1699年12月10日 - 1746年8月6日）は、デンマーク＝ノルウェーの国王（在位：1730年 - 1746年）。

## 生涯
フレデリク4世と最初の王妃ルイーセの間の息子として生まれ、1730年に王位を継いだ。

### 内政
後世ではクリスチャン6世は宗教的な統治者として知られている。彼は敬虔主義に深く帰依し、その治世の間、臣民にその教えを広めようとした。この宗教的圧力は彼の個人的魅力の欠如とともに彼をデンマークの絶対主義の時代で最も人気のない王にしている。後世の歴史家たちはこの像を変えようとしてきた。すなわち彼らは、クリスチャン6世は言われているような偏狭な人物ではなく、勤番で綿密な官僚であるということを強調したのだ。しかし、否定的な印象はその後を続いた。

クリスチャン6世の死去までの旗

クリスチャン6世の治世において、内政で特筆に値する政策は1733年の農奴法（デンマーク語: stavnsbånd）である。これは農民に出身地域にそのままでいることを強いる法律であり、これによって農民を地方貴族と軍の対象にすることができた。この法律の背景の考えは、一定の数の農民と兵士を保証することだったかもしれないが、それは後世広くデンマークの農民支配の究極と批判され、クリスチャン6世の評価を落とすこととなった。1733年農奴法は1788年に廃止された。
クリスチャン王の敬虔主義の視点は、もちろん、彼の教会政策に大きな影響を与えた。表面上はクリスチャン6世は勝利を収めていたが、牧師たちと多くの人々はひそかに抵抗し、クリスチャン6世の死後には敬虔主義は公的な庇護を失った。それはその時代、ハンス・アドルフ・ボルソンほか文筆家の多くの詩に多大な影響をあたえた。もう一つの王の努力の結果は1736年の堅信礼の義務化であった。
敬虔主義と農奴法に加えて、クリスチャン6世は王妃とともに多くの建築物を造営させた。具体的にはクリスチャンスボー城（1732年から翌年にかけて造営、1794年焼失、1803年から1828年にかけて再建）、シェラン島北部のヒルスホルム宮殿（現在のヒルスホルム市庁。1737年から1739年に造営、1812年に破壊）、そして隠者の狩り小屋（1734年から1736年に造営。現存している）がある。それらの豪華な建造物は、権力を誇示する目的で建設されたが、臣民に対しては経済的負担となった。

### 外交

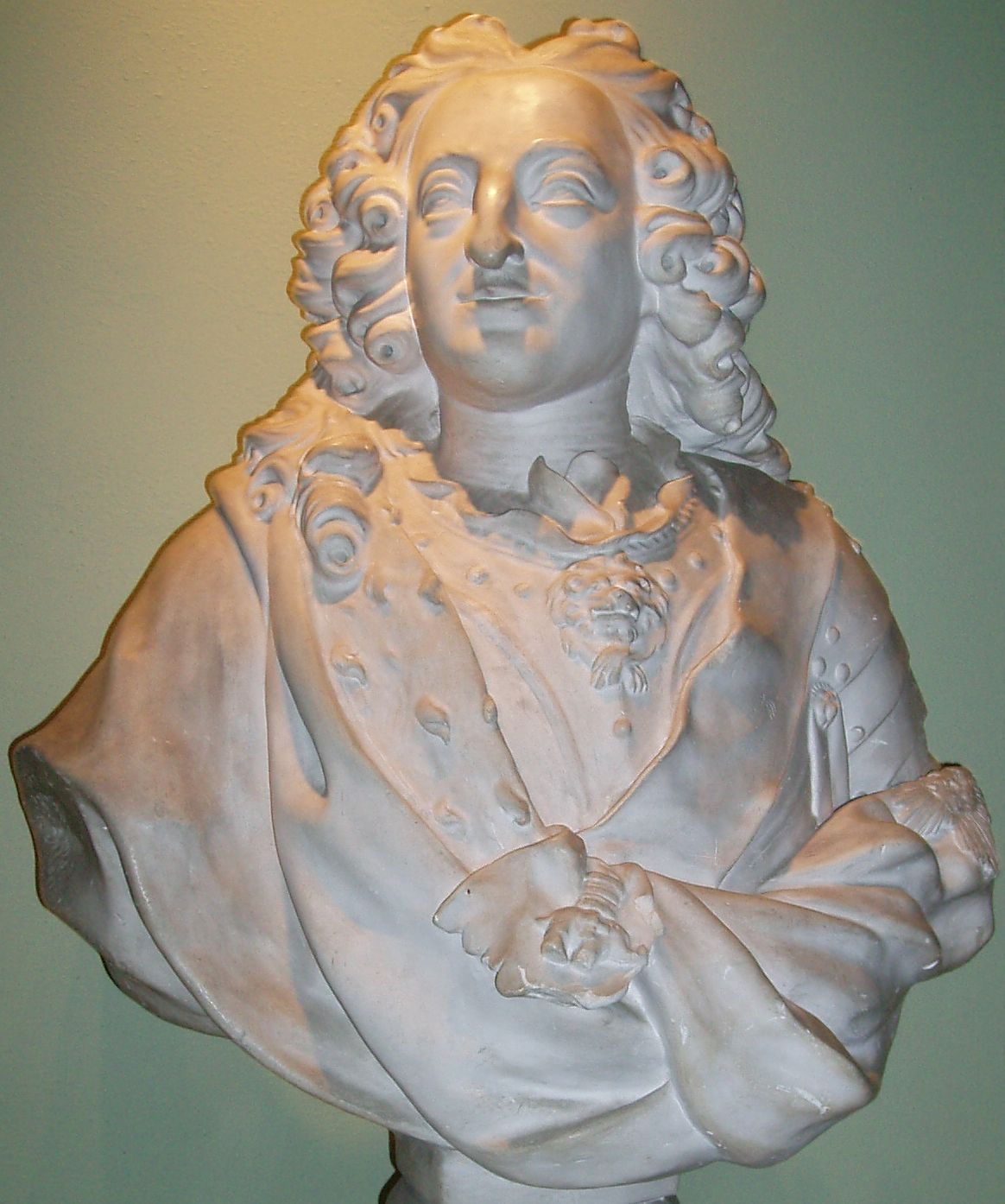
クリスチャン6世の胸像

彼の外交政策は平和的なものであり、デンマークは厳格な中立を維持した。貿易と商業は進歩の時代であり、幾つかの銀行と企業が設立された。クリスチャン6世の晩年、スウェーデンでは、ヘッセン王朝の断絶が明らかになると、平和理に自家オレンボー家を推戴したが、ロシア帝国の強い意向で、オレンボー家の分家の1つホルシュタイン＝ゴットルプ家が成り代わった。
一個人として、クリスチャン6世は簡素な衣服の厳格主義者であり社会的かかわりを避ける人物であった。若いころから病気がちでそれが彼を早死にさせる原因となった。

### 死後
1746年に亡くなると、クリスチャン6世はロスキレ大聖堂に葬られた。ヨハネス・ヴィートヴェルトがデザインと制作した新古典主義の記念碑は寡婦となった王妃がかかわっていた。「悲しみ」、「名声」という女性の彫刻を含む大理石の記念碑は1768年に完成し、1777年にロスキレ大聖堂に収められた。これはデンマークで最初の新古典主義の石棺であり、新古典主義のはじまりだと考えられる。

## 子女
1721年8月7日、ブランデンブルク＝バイロイト辺境伯家の傍系であるブランデンブルク＝バイロイト＝クルムバッハ辺境伯クリスティアン・ハインリヒの娘ゾフィー・マグダレーネと結婚した。夫妻の間には3人の子女が生まれ、うち2人が成人した。
- フレゼリク5世（1723年 - 1766年） - デンマーク王
- ルイーセ（1724年）
- ルイーセ（1726年 - 1756年） - 1749年、ザクセン＝ヒルトブルクハウゼン公エルンスト・フリードリヒ3世と結婚